# صيد أباد (تكاب)
صيد أباد (بالفارسية: صیدآباد) هي قرية تقع في إيران في Takab Rural District.